# Zadnia Rycerowa Kopa
Zadnia Rycerowa Kopa (słow. Zadná Licierova kopa, 1958 m n.p.m.) – kulminacja w Liptowskich Kopach w słowackich Tatrach oddzielająca od siebie dwie dolinki wiszące w Dolinie Cichej: Zadnie Rycerowe i Wielkie Rycerowe. Znajduje się w zakończeniu bocznego ramienia Liptowskich Kop, od Wielkiej Garajowej Kopy oddzielona jest przełęczą Zadni Rycerowy Zawracik (1933 m). Jest najbardziej urwistą ze wszystkich Liptowskich Kop. Jej północno-wschodnie żebra tworzą skaliste urwiska nad Doliną Wierchcichą. Górne partie i grzbiet są trawiasto-kamieniste.
W przeszłości Zadnia Rycerowa Kopa wraz z całymi Liptowskimi Kopami była wypasana. Od 1948 rejon ten stanowi obszar ochrony ścisłej TANAP-u i jest niedostępny turystycznie. Zadnia Rycerowa Kopa jest dobrze widoczna z czerwonego szlaku turystycznego biegnącego granią główną Tatr od Kasprowego Wierchu na Świnicę.